# Fernand Pelloutier
Fernand Pelloutier (París, 1 de octubre de 1867 - 13 de marzo de 1901) fue un sindicalista francés, que perteneció inicialmente a la corriente anarcosindicalista, y que evolucionó hacia el sindicalismo revolucionario, corriente de la cual fue uno de sus fundadores.

## Biografía
Fue el líder de las Bolsas de Trabajo, un importante sindicato francés, desde 1895 hasta su muerte en 1901. Fue sucedido por Yvetot. En 1902, las Bolsas de Trabajo se fusionaron con la Confédération Générale du Travail, central sindical que agrupó a la corriente sindicalista revolucionaria.
Fuera de Francia, las teorías de Pelloutier fueron muy importantes para la expansión de la corriente del sindicalismo revolucionario, en especial en Argentina, a partir de 1922, donde fue una de las corrientes predominantes hasta la década de 1940, y en Italia, que apareció hacia el final del siglo XIX. Pelloutier fue el principal inspirador de Georges Sorel. Tras padecer sus últimos años tuberculosis, falleció en marzo de 1901.